# Rhaconotus kerzhneri
Rhaconotus kerzhneri är en stekelart som beskrevs av Sergey A. Belokobylskij 1985. Rhaconotus kerzhneri ingår i släktet Rhaconotus och familjen bracksteklar. Inga underarter finns listade i Catalogue of Life.